# Dharius
Alan Alejandro Maldonado Tamez, lepiej znany jako Dharius (ur. 24 września 1984 r. w Monterrey, Nuevo León) – meksykański raper. 
Był członkiem grupy muzycznej Cartel de Santa, do której dołączył w 1999. Inspirowany muzyką Cypress Hill, Snoop Dogg, Eazy-E i Dr. Dre. Directo Hasta Arriba jest jednym z najbardziej ambitnych projektów Dhariusa, ponieważ miał już zamiar mieć materiał ze swoją pieczęcią i stylem, ale nie zdecydował; okazja przyszła, kiedy opuścił jedną z najbardziej znanych grup w krajowym kręgu hip hopu. "Tam czekałem na okazję, zawsze byłem na planie z Cartel de Santa, ale kiedy mieliśmy zamiar zrobić Golpe Avisa, moje pomysły nie pasowały do tego albumu i zdecydowałem się pójść nagrywać jako solista, płyta, która bardzo różniła się od wszystkiego, co zrobiłem, pokazuje więcej mojego stylu, szybciej, bardziej imprezowo"- powiedział wokalista w wywiadzie dla Notimex.

## Dyskografia
- Directo Hasta Arriba (2014)
- Mala Fama, Buena Vidha (2018)[7]